# Parafia św. Kazimierza w Mołodecznie
Parafia św. Kazimierza w Mołodecznie – rzymskokatolicka parafia znajdująca się w archidiecezji mińsko-mohylewskiej, w dekanacie mołodeczańskim, na Białorusi. Parafię prowadzą ojcowie kapucyni.
Msze święte odprawiane są również w języku polskim.

## Historia
Wzmianki o istnieniu parafii katolickiej w Mołodecznie, która płaciła podymne z dóbr duchownych, sięgają 1653 roku. Kolejny raz parafia wzmiankowana jest w 1669 roku w zestawieniu tzw. Synodu Sapiehy. Kościół pod wezwaniem Narodzenia Najświętszej Marii Panny w Mołodecznie zbudowano z drewna w 1753 roku z fundacji wojewody trockiego księcia Tadeusza Ogińskiego. W dniu 9 września 1758 świątynię konsekrował ks. biskup Tomasz Zienkowicz, a w 1762 roku osadzono przy kościele w skromnej rezydencji ojców trynitarzy. W 1773 roku utworzono parafię. W 1777 roku rozpoczęto budowę trójskrzydłowego murowanego klasztoru, w którego części od 1809 roku mieściła się szkoła. W 1865 kościół został skonfiskowany przez władze carskie i przekazany prawosławnym, w konsekwencji czego do odzyskania przez Polskę niepodległości w mieście nie było kościoła katolickiego. W 1919 świątynia powróciła do katolików i w tym samym roku erygowano przy niej parafię. W okresie II Rzeczypospolitej w latach 1922–1939 w dawnym klasztorze mieściło się gimnazjum państwowe im. Tomasza Zana. Przed II wojną światową parafia należała do dekanatu mołodeczańskiego archidiecezji wileńskiej.
W czasie okupacji niemieckiej podczas II wojny światowej ówczesny proboszcz mołodeczański ks. Bolesław Łozowski angażował się w obronę ludności żydowskiej oraz działania konspiracyjne Polskiego Państwa Podziemnego. Po wojnie miasto znalazło się w granicach ZSRS. Ks. Łozowski był represjonowany przez komunistyczne władze, jednak do śmierci w 1967 mieszkał w Mołodecznie i potajemnie sprawował sakramenty. Kościół został przez Sowietów zamknięty i rozebrany. Brak jednak źródeł, w którym roku to nastąpiło.
Parafia została reaktywowana w 2003. W 2005 rozpoczęto budowę kościoła parafialnego pw. św. Piusa z Pietrelciny. Zakonnicy początkowo mieszkali w bloku przy ul. Niro, a następnie w domu przystosowanym do funkcji klasztoru znajdującym się przy ul. Połockiej 72.

## Obecnie
W parafii funkcjonuje ponad 10 kół Żywego Różańca, działa Legion Maryi, 2 koła Domowego Kościoła, Grupa AA, Neokatechumenat, Odnowa w Duchu Świętym, Rycerstwo Niepokalanej, ruch apostolski oraz chór młodzieżowy.

## Proboszczowie parafii

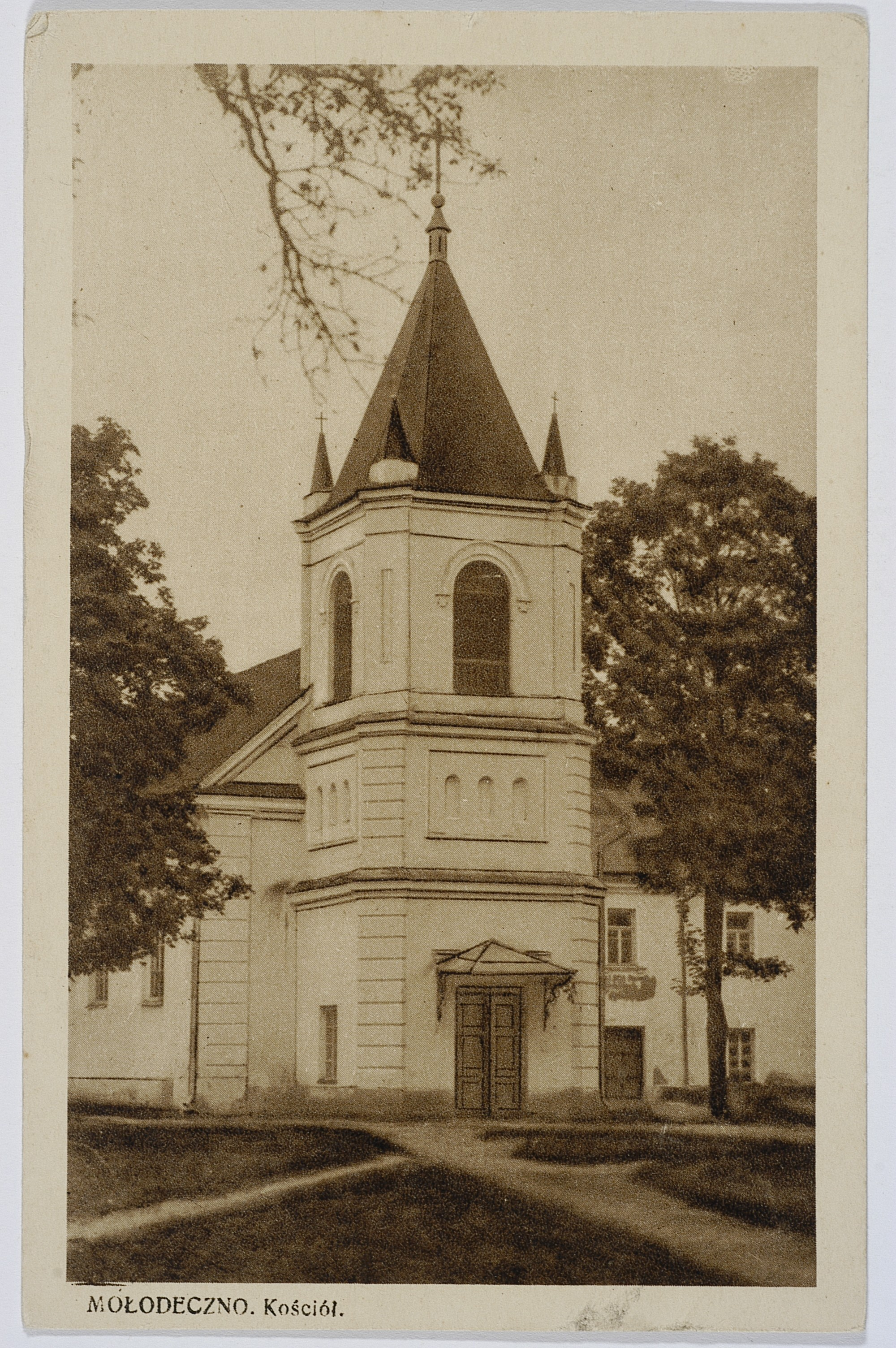
Rozebrany kościół św. Kazimierza w Mołodecznie ok. 1930 r.

| Imię i nazwisko             | Daty urzędowania |
| --------------------------- | ---------------- |
| o. Antoni Szewernowski OSST | 1803–1804        |
| ks. E. Więckowski OSST      | 1810             |
| ks. Antoni Maniewicz OSST   | 1823             |
| ks. Antoni Miklewicz OSST   | 1830–1831        |
| ks. Szymon Czarnicki        | 1841–1842        |
| ks. Józef Jassutowicz       | 1852–1860        |
| ks. Aleksander Januszewski  | 1864             |
| ks. Andrzej Cikoto          | 1917–1918        |
| ks. Bolesław Gudejko        | 1919–1920        |
| ks. Adolf Romecki           | 1924–1926        |
| ks. Longin Iwańczyk         | 1926–1928        |
| ks. Paweł Dabulewicz        | 1929–1934        |
| ks. Bolesław Łozowski       | 1934–1967        |
| o. Tadeusz Kowalski OFMCap  | 2003–2008        |
| o. Anatol Jaroszka OFMCap   | 2016–            |